# Alain Goison
Alain Goison (Paris 10e, né le 2 mars 1953 - Paris 18e, et mort le 17 janvier 1992) est un humoriste et comédien dramatique français.

## Biographie
Alain Goison a participé à l'émission La Classe sur FR3 ainsi que dans diverses pièces de théâtre. Il formait un duo avec l'humoriste José Paul.
Il fut metteur en scène et interprète dans la pièce Les Sacrés monstres de Roland Dubillard en 1986 au Théâtre Les Blancs Manteaux.
Alain Goison est mort en 1992 à la suite d'une longue maladie. Il repose au cimetière ancien de Vincennes.